# Beatrix Steenberg
Beatrix Steenberg (* 9. Oktober 1976) ist eine ehemalige südafrikanische Leichtathletin, die sich auf das Kugelstoßen spezialisiert hat.

## Sportliche Laufbahn
Beatrix Steenberg gewann bei den Afrikaspielen in Harare mit einer Weite von 14,71 m die Bronzemedaille hinter den Ägypterinnen Hanan Ahmed Khaled und Wafaa Ismail Baghdadi.
In den Jahren 1995 und 1996 wurde Steenberg südafrikanische Meisterin im Kugelstoßen.